# Crismery Santana
Crismery Dominga Santana Peguero Nacida el 20 de abril de 1995 en Hato Mayor del Rey, República Dominicana, en su adolescencia llevada por sus padres a vivir a San Pedro de Macorís y fue allí donde dio sus primeros pasos en la disciplina de levantamiento de pesas. Ganó la medalla de bronce en el evento femenino de 87 kg en los Juegos Olímpicos de Verano de 2020 en Tokio, Japón, ha ganado medallas de Bronce en los campeonatos mundiales Anaheim 2017 en los Estados Unidos y Asjabad 2018 en Turkmenistán de manera consecutiva, al tiempo de haber ganado medalla de plata en los Juegos Panamericanos Lima 2019 en Perú. 
Ganó Medallas de Oro en los XXIII Juegos Centroamericanos y del Caribe Barranquilla 2018 en Colombia, es Campeona con medalla de oro en los Juegos Nacionales de su País República Dominicana en 2018 celebrados en la Provincia Hermanas Mirabal (antes provincia Salcedo) y posee el récord de más medallas de Oro consecutivas en los Juegos Deportivos de las Fuerzas Armadas (FF.AA) y de la Policía, representando la Policía Nacional de la República Dominicana en la cual ostenta el rango de Sargento. En el Grand Prix de Halterofilia La Habana 2023 en Cuba, logró medalla de Plata en la modalidad Clean & Jerk (Envión), en la categoría súper pesada +87 Kg, al levantar 151 Kg (332.2 Lbs), evento clasificatorio a Los Juegos Olímpicos de París 2024 en Francia. Ganó medalla de plata en la modalidad Snatch (Arranque) con 116 Kg y medalla de bronce en la modalidad Clean & Jerk (Envión) alzando 144 Kg en los XXIV Juegos Centroamericanos y del Caribe San Salvador 2023 en el El Salvador. 
Ganó Medalla de Bronce en la categoría +81 Kg en los XIX Juegos Panamericanos Santiago 2023 en Chile en la modalidad Snatch (Arranque) con 117 Kg y en la modalidad Clean & Jerk (Envión) alzando 150 Kg, logrando un total de 267 Kg. 
Es la primera mujer en la historia deportiva de la República Dominicana en lograr medalla olímpica en disciplina individual.
Participó en el Campeonato Mundial de Halterofilia de 2018, ganando una medalla.
Representó la República Dominicana en los Juegos Olímpicos de Verano 2020.
Ganó la medalla de bronce en el evento femenino de 87 kg en los Juegos Olímpicos de Verano de 2020 en Tokio, Japón